# 竹腰勝起
竹腰 勝起（たけのこし かつおき、元文3年9月6日（1738年10月18日）- 寛政元年8月19日（1789年10月7日））は、尾張藩の附家老、美濃今尾藩の第6代当主。
尾張藩主徳川宗勝の五男。母は妙観院。初名は勝紀（かつのり）。正室は脇坂安興の娘。子に竹腰睦群（長男）、井上正紀（次男）。官位は従五位下、山城守。
藩主の子として生まれたが竹腰正武の養子となり、宝暦4年（1754年）4月に将軍の徳川家重に初めて拝謁し、12月には従五位下・壱岐守に叙任。先代の正武が宝暦9年（1759年）12月8日に死去したため、同年12月28日に3万石の跡を継ぎ、山城守に転任。明和2年（1765年）4月に徳川家康の150年忌のため、尾張藩主徳川宗睦の名代として日光山に参詣。天明4年（1748年）8月、美濃国で3,000石を預けられる。天明5年（1785年）3月1日、長男の睦群に家督を譲って隠居し、寛政元年（1789年）8月19日に死去した。法号は映徳院殿朝散大夫諦誉豊堂聴音大居士。墓所は東京都港区虎ノ門の天徳寺。

## 系譜
父母
- 徳川宗勝（実父）
- 妙観院 ー 側室（実母）
- 竹腰正武（養父）

正室
- 脇坂安興の娘

子女
- 竹腰睦群（長男）
- 井上正紀（次男）